# 大稻埕慈聖宮
25°03′37″N 121°30′44″E / 25.060241°N 121.512318°E
大稻埕慈聖宮，又稱大稻埕媽祖廟、稻江媽祖廟，是位於臺灣臺北市大同區慈聖里的媽祖廟，為頂下郊拚後遷移的同安人所建立，今為臺北市市定古蹟，與大稻埕霞海城隍廟、臺北法主公廟並列大稻埕三大廟宇。

## 沿革
嘉慶年間，泉州府同安縣商人，為祈航海平安，從福建分靈請來海神媽祖神像，供奉於艋舺八甲庄。咸豐三年（1853年）頂下郊拚後，同安人的首領林佑藻在咸豐五年（1855年）於大稻埕籌建媽祖廟。同治三年（1864年）初建，廟又稱「大稻埕媽祖宮」，媽祖稱為「稻江媽祖」。廟最早位在中街與南街的交界處，也就是現在的迪化街與民生西路口，早期的建街發展，即與此廟跟大稻埕霞海城隍廟息息相關。這兩間也與臺北法主公廟為大稻埕三大廟宇。至於大稻埕的茶商則信奉茶郊媽祖，奉祀於今日甘谷街的茶商同業公會，並以茶聖陸羽的生日慶典日。
同治五年（1866年）廟再遷建至今日的民樂街和民生西路交叉口，廟面對大稻埕碼頭。廟前龍柱、石碑、基地石材和雕花大樑均出自廈門港，並由同安師傅雕琢而成。當時廟後有一口俗稱「小劍潭」的水井，被傳言鄭成功拔劍刺地得到的劍泉，並有「汲井可受福」五字的匾，及由藍鼎元鐫記的勒文，但一說鐫記為林鶴年戲作。
1910年，日本政府實施市區改正，廟宇遷移，並保有原先建材。由陳應彬負責重建，1914年重建完成。至於舊址處的小劍潭井被填平，碑匾被移到天馬茶房右鄰的發記茶行庭園圍牆下，邱秀堂回憶在戰後曾見過該匾碑，之後茶行庭院拆毀，古物不知去向。
在1954年3月報導時，廟宇建物以及在市區內外等地所購置之土地，估計在新台幣二百萬元以上，逐年收租生息不少，但廟宇被記者以「蛛鎖塵封」來形容。其中部份土地座落於五常街，遭該廟管理人陳弈偽刻前管理員陳江流印章來侵占，後來台北地檢處法辦。1994年重修前殿告峻，特舉行建成平安醮二天。
今址位於保安街49巷17號，屬於慈聖里。廟前則是一排老牌的小吃攤，如魩仔魚炒飯、原汁排骨湯、鯊魚煙（煙薰鯊魚肉）、毛蟹、汕頭包子、四神湯。

## 祭祀
媽祖神像曾供奉在大龍峒保安宮後殿。農曆三月廿三日媽祖誕辰舉行慶典外，農曆九月九日的媽祖成道弘法日，亦為一年裡的大活動。廟中還祭祀有觀音菩薩、關聖帝君、文昌帝君、註生娘娘、土地公、虎爺，以及被稱作「龍井公」的古井。
| 區域       | 神殿 | 照片 |
| ---------- | ---- | ---- |
| 正殿       |      |      |
| 媽祖正殿   |      |      |
| 東廂房     |      |      |
| 關帝殿     |      |      |
| 福德殿     |      |      |
| 文昌殿     |      |      |
| 太歲殿     |      |      |
| 西廂房     |      |      |
| 觀音殿     |      |      |
| 註生娘娘殿 |      |      |
| 三寶佛殿   |      |      |
| 後花園     |      |      |
| 龍井公     |      |      |

## 外部連結
- 大稻埕慈聖宮-臺北旅遊網